# Mabel Agyemang
Pour les articles homonymes, voir Agyemang.
Mabel Maame Agyemang, née Banful (également Yamoa) est une juge ghanéenne et l'actuelle juge en chef des Îles Turques-et-Caïques,. Elle est une juge de cour supérieure experte, avec une carrière judiciaire s'étalant sur des décennies, elle a servi au sein des pouvoirs judiciaires des gouvernements du Ghana, de la Gambie et du Swaziland avant son poste actuel aux Îles Turques-et-Caïques. Elle a également été la première femme juge en chef de la Gambie,.

## Carrière judiciaire
Le juge Agyemang a été admise au barreau ghanéen en 1987 et a rejoint la magistrature peu de temps après. En tant que juge ghanéenne, elle a exercé diverses fonctions judiciaires et a siégé dans un certain nombre de juridictions, notamment Accra, Cape Coast, Koforidua, Kumasi et Tema. Elle a également été vice-présidente de l'Association des magistrats et juges du Ghana de 1996 à 2000.  Elle a été promue à la Haute Cour en 2002.  
Elle a commencé à travailler pour le Secrétariat du Commonwealth en tant que juge experte en 2004, d'abord envoyée en Gambie où elle a passé quatre ans en tant que juge à la Haute Cour. Au cours de son mandat de quatre ans en Gambie, la juge Agyemang a servi les divisions foncière, civile, commerciale et pénale et a finalisé avec succès environ 365 dossiers. En 2008, elle a été détachée au Swaziland où elle a servi pendant deux ans dans une fonction similaire. Ses affaires au Swaziland couvraient à la fois le droit privé et le droit public et incluaient des affaires de diffamation, d'arrestations illégales, de violences policières et de différends électoraux. L'un de ses jugements notables au Swaziland a été son jugement sur le droit à la gratuité de l'éducation.  
Le juge Agyemang est retournée en Gambie en 2010, toujours avec le Secrétariat du Commonwealth, en tant que juge expert de la cour d’appel. Elle est nommée juge en chef de la Gambie en août 2013,. Sa nomination a été largement considérée comme un choix inspiré, car elle est considérée par la communauté internationale comme une juge expérimentée et indépendante. Elle a servi jusqu'à son renvoi brutal en février 2014. Il n'y avait aucune raison officielle donnée par le gouvernement gambien quant à la cause du licenciement,,. De nombreux membres de la communauté judiciaire internationale soupçonnent que son licenciement était lié à des divergences sur une affaire de violation des droits de l'homme et à son insistance sur l'indépendance judiciaire.  
À son retour dans son Ghana natal, la juge Agyemang a prêté serment en tant que juge de la Cour d'appel du Ghana. En octobre 2015, alors qu'il s'exprimait lors de la cérémonie d'ouverture d'un nouveau complexe judiciaire à Accra, le président ghanéen John Dramani Mahama a cité le juge Agyemang comme exemple de juges très respectés au sein de la magistrature ghanéenne.  
En février 2020, Nigel Dakin, Gouverneur des Îles Turques-et-Caïques, a annoncé la nomination du juge Agyemang au poste de juge en chef des Îles Turques-et-Caïques. Dans son discours d'annonce, le gouverneur Dakin a partagé une déclaration du Barreau de Gambie concernant le départ soudain du juge Agyemang de Gambie en 2014: 

« Pendant son mandat de juge en chef, elle a exercé un contrôle ferme sur le système judiciaire, ainsi que le soutien des juges, de l'Ordre des avocats et du personnel judiciaire. Elle a inculqué une culture de discipline et de professionnalisme dans le système judiciaire. L'attitude des huissiers de justice au travail a radicalement changé et ils sont devenus plus professionnels et plus efficaces. La ponctualité était attendue de tous et elle a donné l'exemple. Elle a introduit des réformes pour garantir l'accès à la justice aux justiciables et pour minimiser les retards inutiles dans l'exécution de la justice. Elle a initié la modification du Règlement de la Cour afin de garantir un règlement rapide des affaires. Elle a été un moteur d'innovation et de réforme, présentant des solutions TIC aux juges pour la recherche jurisprudentielle, entre autres. Il est regrettable qu'en dépit de son mandat excellent et réussi, la Présidente de l'époque ait illégalement mis fin à ses services au grand dam et à la déception de toute la fraternité juridique. À cette époque, le président autocratique de l'époque faisait tout son possible pour contrôler le pouvoir judiciaire. En effet, le départ de la juge Mabel Agyemang a été durement ressenti, car elle a laissé une marque indélébile dans notre système juridique. »

.  
Le juge Agyemang a prêté serment en tant que juge en chef des Îles Turques-et-Caïques le 30 mars 2020 et a pris ses fonctions le 1er avril 2020.